# Psilogramma melanomera
Psilogramma melanomera är en fjärilsart som beskrevs av Butler 1877. Psilogramma melanomera ingår i släktet Psilogramma och familjen svärmare. Inga underarter finns listade.

## Bildgalleri

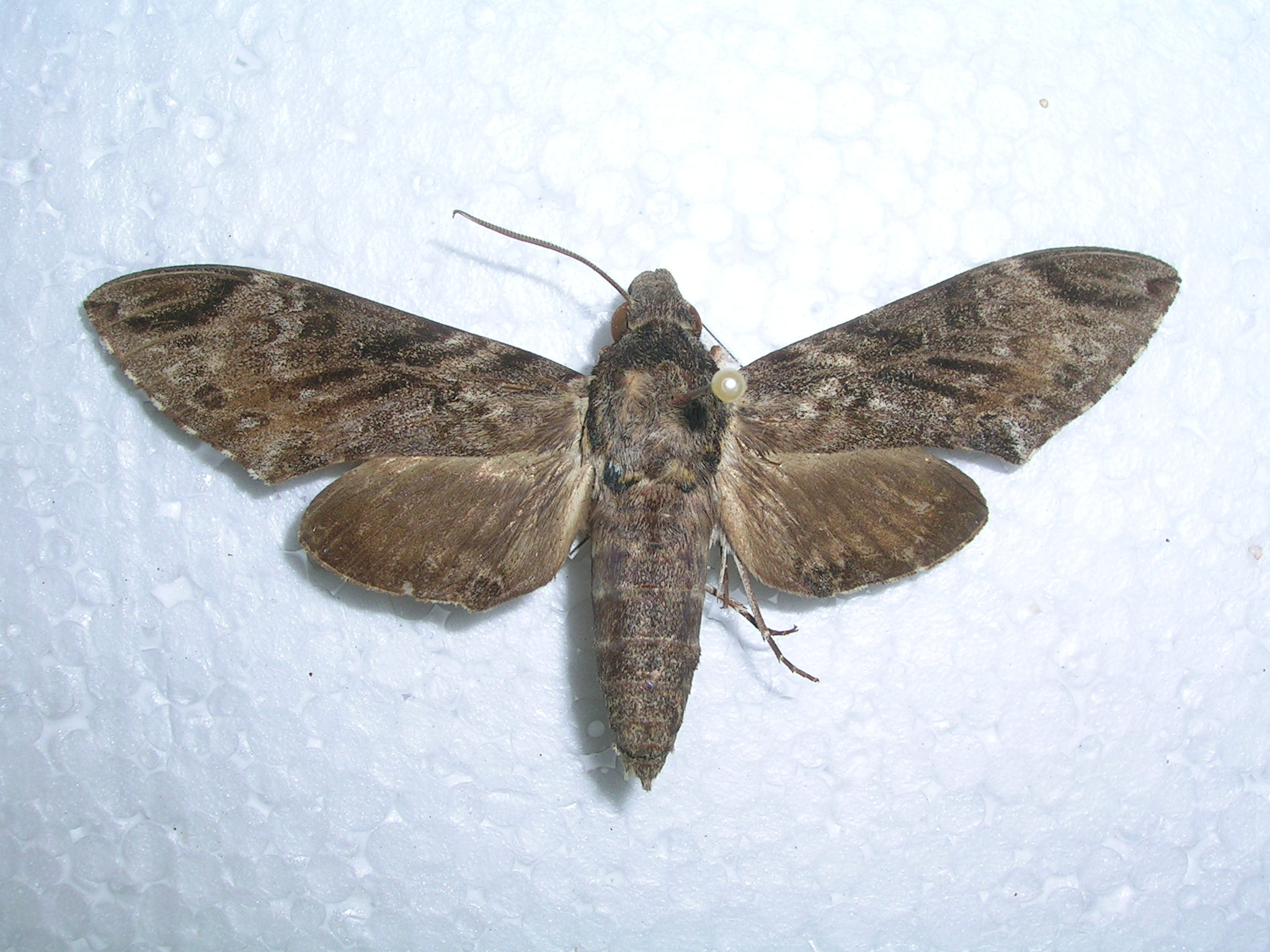
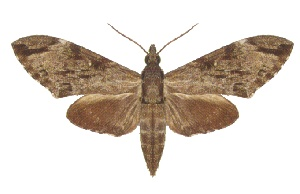